# Arvid Westlin
Nils Arvid Emanuel Westlin, född 19 september 2005 i Katrineholm, är en svensk professionell ishockeyspelare som spelar för Kalmar HC i Hockeyallsvenskan. Han inledde karriären med moderklubben Katrineholms HF och spelade senare juniorishockey för Linköping HC. Han gjorde seniordebut för klubben i SHL säsongen 2023/24. Han tillbringade större delen av säsongen 2024/25 som utlånad till Tingsryds AIF i Hockeyallsvenskan. Sedan april 2025 tillhör han Kalmar HC.

## Karriär
Westlin inledde sin ishockeykarriär med moderklubben Katrineholms HF, som han spelade med fram till och med säsongen 2018/19. Därefter anslöt han till Linköping HC:s juniorverksamhet; säsongen 2020/21 spelade han ett antal matcher för klubbens J20-lag som denna säsong vann SM-guld. Säsongen 2023/24 gjorde Westlin seniordebut i SHL. Han var uttagen till sin första SHL-match den 28 september 2023, men spelade sin första SHL-match med istid månaden därpå, den 5 oktober, mot Malmö Redhawks. Totalt registrerades han för 17 grundseriematcher i SHL, varav nästan hälften av dessa dock utan speltid. Han gick poänglös ur samtliga matcher. Större delen av säsongen tillbringade han med Linköping J20 där han på 38 grundseriematcher stod för 16 mål och lika många assistpoäng.
Inför säsongen 2024/25 utsågs Westlin till assisterande lagkapten för Linköpings J20-lag. Efter en poängmässigt stark start av grundserien med nio poäng på åtta matcher, bekräftades det den 18 oktober 2024 att han lånats ut för spel i Hockeyallsvenskan med Tingsryds AIF. Samma dag debuterade han för klubben i en 2–1-seger mot Vimmerby HC. Under denna säsong stod han noterad för tre matcher för Linköping och 43 grundseriematcher för Tingsryd. Han stod för tre mål och fem assist i Hockeyallsvenskan där Tingsryd slutade sist i grundserien. I det följande kvalspelet mot Vimmerby tappade laget en 3–1-ledning och förlorade matchserien med 4–3, varför man degraderades till Hockeyettan. På dessa sju matcher stod Westlin för tre mål och en assistpoäng.
Den 22 april 2025 bekräftades det att Westlin skrivit ett ettårkontrakt med Kalmar HC.

## Statistik
| 2023–24    | Linköping HC  | SHL        | 17 | 0 | 0 | 0 | 0  | — | — | — | — | — |
| 2024–25    | Linköping HC  | SHL        | 3  | 0 | 0 | 0 | 0  | — | — | — | — | — |
| 2024–25    | Tingsryds AIF | HA         | 43 | 3 | 5 | 8 | 10 | 7 | 3 | 1 | 4 | 2 |
| SHL totalt | SHL totalt    | SHL totalt | 20 | 0 | 0 | 0 | 0  | — | — | — | — | — |